# 2217 Eltigen
2217 Eltigen eller 1971 SK2 är en asteroid i huvudbältet som upptäcktes den 26 september 1971 av den ryska astronomen Tamara Smirnova vid Krims astrofysiska observatorium på Krim. Den har fått sitt namn efter Eltigen. En av de platser Sovjetiska trupper kom iland på under invasionen av Krim halvön i november 1943.
Asteroiden har en diameter på ungefär 28 kilometer och den tillhör asteroidgruppen Themis.